# The Lunatic Comedy Club
The Lunatics zijn een Gents collectief van improvisatiespelers voor improcomedy, opgericht op 27 mei 1998 door Stef Vanpoucke, Dimitri Desmyter, Raf Verdonck en Kurt Van Rossem. Het gezelschap ligt mee aan de basis van stand-upcomedy en improvisatietheater in Vlaanderen. Zij verzorgden als eerste op structurele wijze optredens en publiek voor debuterende en beginnende comedians. Deze vzw wordt gedragen door een 45-tal vrijwilligers en heeft als missie "het promoten van improvisatietheater en comedy".
Sinds oktober 2013 is de thuisbasis het Gentse muziekcafé Charlatan. The Lunatics spelen er elke dinsdagavond tijdens het academiejaar improvisatietheater en geven na de pauze ruimte aan nieuwe comedians en/of gevestigde waarden. 
Ze treden ook regelmatig op in café de Karper en Bar Oswald in Gent. In Antwerpen treden ze op in de Nieuwe Vrede.
Meerdere spelers van The Lunatics geven ook improvisatiecursussen in Antwerpen en Gent.
Vroegere vaste speelplekken in Gent waren het café "Le Bal Infernal", de concertzaal van "vzw Trefpunt".
Tot 2015 waren The Lunatics ook actief op urgent.fm met een eigen programma "Radio Lunatico". In 2015 haalden enkele spelers de media met Radio Topkaas, onder andere toen Marcel Vanthilt op hun podium op Petit Bazar op Pukkelpop uit de kleren ging. 
The Lunatic Comedy Club heeft heel wat talent en bekende namen voortgebracht. Bekende (oud-)improvisatoren zijn televisiemakers Jonas Geirnaert, Koen De Poorter, Jelle De Beule, Lieven Scheire en Bart Van Peer, komieken Henk Rijckaert, Dimitri Desmyter en Joost Van Hyfte, actrice Katrien Pierlet, Ketnet-gezicht Dempsey Hendrickx, theaterregisseur en acteur Lucas De Man, schrijfster Katrijn Van Bouwel en journalist Peter Decroubele.

## Lunatic Comedy Award
De Lunatic Comedy Club reikt de Lunatic Comedy Award uit aan beginnende comedians. Dit was een talentenjacht naar het op dat moment grootste comedytalent. De winnaars tot nu toe waren:
1. Bert Kruismans (1998)
2. Gunter Lamoot (2000)
3. Lieven Scheire (2002)
4. Sven Eeckman (2004)
5. Philippe Geubels (2006)
6. Steven Goegebeur (2009)
7. Lukas Lelie (2013)
8. Jens Dendoncker (2015)
9. Jasper Posson (2017)
10. Hans Cools (2019)
11. Stijn Vandermeeren (2022)
12. Maarten D'Haene (2024)
13. Robbe Boons (2025)

Enkele gewezen finalisten zijn Arnout Van den Bossche, Thomas Smith, Tim Foncke, Xander De Rycke, Joost Van Hyfte, Arbi el Ayachi, Joris Velleman, Jan Linssen, Edouard De Prez, Mohsin Abbas, Sergej Lopouchanski, Jeroen Verdick en Jade Mintjens.